# Fiães (Melgaço)
Fiães est une paroisse portugaise (freguesia) de la municipalité (concelho) de Melgaço, avec 11,85 km² de superficie et 239 habitants (2011)  . Sa densité de population est de 20,2 h / km². 
Facebook: Freguesia de Fiães  

## Population
| Population de la paroisse de Fiães | Population de la paroisse de Fiães | Population de la paroisse de Fiães | Population de la paroisse de Fiães | Population de la paroisse de Fiães | Population de la paroisse de Fiães | Population de la paroisse de Fiães | Population de la paroisse de Fiães | Population de la paroisse de Fiães | Population de la paroisse de Fiães | Population de la paroisse de Fiães | Population de la paroisse de Fiães | Population de la paroisse de Fiães | Population de la paroisse de Fiães | Population de la paroisse de Fiães |
| ---------------------------------- | ---------------------------------- | ---------------------------------- | ---------------------------------- | ---------------------------------- | ---------------------------------- | ---------------------------------- | ---------------------------------- | ---------------------------------- | ---------------------------------- | ---------------------------------- | ---------------------------------- | ---------------------------------- | ---------------------------------- | ---------------------------------- |
| 1864                               | 1878                               | 1890                               | 1900                               | 1911                               | 1920                               | 1930                               | 1940                               | 1950                               | 1960                               | 1970                               | 1981                               | 1991                               | 2001                               | 2011                               |
| 794                                | 929                                | 929                                | 892                                | 920                                | 886                                | 826                                | 939                                | 1 005                              | 898                                | 728                                | 448                                | 346                                | 300                                | 239                                |

| Tranche | 0-14 ans | 15-24 ans | 25-64 ans | >65 ans |
| ------- | -------- | --------- | --------- | ------- |
| 2001    | 21       | 20        | 129       | 130     |
| 2011    | 9        | 10        | 78        | 142     |

## Géographie
Fiães est à sept kilomètres du siège de la municipalité. La paroisse est frontalière des paroisses de Cristoval et Paços, au nord, délimitée par la rivière Trancoso (l' Espagne sur l'autre rive), à l'est, et voisine des paroisses Lamas de Mouro, au sud, et Roussas, à l'ouest. Fiães possède une superficie de 1185 hectares. 
Les principaux lieux-dits sont: Vila do Conde, Candosa, Ladronqueira, Jugaria, Soutomendo ( Souto Mendo ) de Baixo et Soutomendo ( Souto Mendo ) de Cima, Pousafoles, Adedela, Faval, Balsada, Portocarreiro, Quingosta, Á-da-Velha, Fulão, Ervedal et Alcobaça. 

## Histoire
Il existe plusieurs théories sur les origines du toponyme. Le père Aníbal Rodrigues en avance trois: (i) du foin ('feno'), ou une terre où l'on produit beaucoup de foin; (ii) du latin Fidelanis, des gens de grande foi; ou enfin (iii) «pays des fileurs», des cultivateurs de lin et des tisserands de métiers artisanaux.  
Pinho Leal, pour sa part, fait valoir que Fian, Fiãa, Fiaam, Ffia, Sfiãa et Fiada ont tous le même sens (en portugais archaïque) et signifie vase en argile rond, qui plus tard a été appelé almofia. Il servait autrefois à payer une certaine mesure de céréales ou pour le beurre. Seize fiães équivalent à un alqueire. 
Le territoire de la paroisse inclut un ancien monastère bénédictin important. Ses débuts sont assez confus: Frei António da Purificação les situent à l'année 870, occupé par les ermites de saint Augustin, qui y demeurèrent l'arrivée de la règle cistercienne. Les bénédictins contestent cette opinion et, par la plume de Frei Leão de S. Tomás, s'en attribuent la paternité, datant la fondation du monastère en 889. Enfin, le père Carvalho da Costa, allant plus loin, affirme que des traces apparaissent déjà en l'an 851 (à l'époque de D. Ramiro II, Leão, et son épouse, D. Patema). 
Il ne fait aucun doute, cependant, qu'il était déjà établi avant la fondation du pays, puisque D. Afonso Henriques confirma ses privilèges en 1173 et dispensa ses habitants de prendre les armes et de servir dans tout ouvrage de fortification, sauf «en un groupe de dix-huit bras sur les murs de Melgaço ». 
Les rois suivants ont maintenu et, dans de nombreux cas, augmenté ces faveurs. 
En 1730, les autorités militaires ordonnèrent le recrutement au sein des terres du monastère. Immédiatement, l'abbé en appela au général commandant de Valença et fut exaucé. De façon similaire, des années plus tard, une autre tentative de recrutement eut lieu, mais D. João V a recommandé l'annulation de cette demande. 
Le monastère possédait de nombreux biens, habitants et terrains. Il était réputé pour être l'un des monastères les plus riches des Espagnes, forts de nombreuses donations. Il jouissait de privilèges dans la région du Minho, à Trás-os-Montes et en Galice, atteignant jusqu'à vingt abbayes sous son influence. «De cette manière, il pouvait garder quatre-vingts frères de messe, en plus des convertis» (Lionído de Abreu, dans «Silva Minhota»). En ces temps-là, quand on entendait définir sa grandeur, on disait que, "après le roi, il n'y a pas de maître aussi puissant que l'abbé de Fiães". 
À 700 mètres d'altitude, dans un lieu isolé, l'église du couvent est encore aujourd'hui l'église paroissiale de Fiães. De style roman, elle a subi de nombreux changements. Il est flanqué d'un clocher quadrangulaire. Avec une façade basse et renforcée par quatre contreforts, l'esthétique simple du portail, légèrement ogivale, et trois niches enserrant des figures de Bernard de Clairvaux, Notre-Dame-de-l'Assomption et Benoît de Nursie, est remarquable. À l'intérieur, il y a des tombes de chevaliers-guerriers, en pierre et portant les armes, adossées à son mur sud. Il possède également un ensemble d'images intéressant (du XVIe aux XVIIe et XVIIIe siècles). 
Pinho Leal indique que « À 1 500 mètres de Fiães, la Serra de Pernidelo s'élève majestueusement, d'où la vue s'étend sur un vaste et beau panorama. Au pied de cette chaîne de montagnes, sur une distance de 6 km, se trouve la plaine verte et fertile de Melgaço. Du haut de la montagne (par temps clair), vous pouvez voir une grande partie des villages galiciens, et la ville d'Ourense, à 40 km… » 

## Patrimoine
- Église de Fiães (et vestiges de l'ancien monastère)